# 祝田駅
祝田駅（ほうだえき）は、静岡県引佐郡細江町中川（開業時は旧・引佐郡中川村中川、現・浜松市浜名区細江町中川）にあった遠州鉄道奥山線の駅（廃駅）である。奥山線の廃線に伴い1964年（昭和39年）11月1日に廃駅となった。

## 歴史
- 1914年（大正3年）11月30日：浜松軽便鉄道元城駅 - 金指駅間開通に伴い開業[1][2][3]。
- 1915年（大正4年）4月24日：鉄道会社名を浜松鉄道に改称。それに伴い同鉄道の駅となる[1][3]。
- 1947年（昭和22年）5月1日：浜松鉄道が遠州鉄道と合併。それに伴い遠州鉄道奥山線の駅となる[1][3]。
- 1964年（昭和39年）11月1日：奥山線の廃線に伴い廃止となる[1][2][3]。

## 駅構造
廃止時点で、単式ホーム1面1線を有する地上駅であった。ホームは線路の西側（奥山方面に向かって左手側）に存在した。転轍機を持たない棒線駅となっていた。
列車交換設備を有さない無人駅となっていた。

## 駅周辺
浜松軽便鉄道及び浜松鉄道の初代社長である伊東要蔵の出身地であり、当地附近に住んでいた。
- 国道257号[7]（姫街道（本坂通）） - 当時は未舗装で、自動車の巻き上げる砂塵で煙ることが多かったという[4]。
- 都田川

## その他
当駅の奥山方には奥山線最長の橋梁である「都田川橋梁」（全長約97 m）が存在した。沿線でも屈指の大工事であったという。

## 駅跡
谷駅跡附近の築堤から当駅跡附近までの線路跡は住宅地へ転用されているが、2007年（平成19年）8月時点では住宅地の脇にある林の中の僅かな区間に線路跡と思われる小道があった。また、当駅跡附近から金指駅間の線路跡は、1997年（平成9年）時点では国道257号などの道路の拡幅により失われた。2007年（平成19年）8月時点、2010年（平成22年）時点でも同様であった。
都田川橋梁も、附近の上流にあった道路橋の掛け替えに伴い国道257号に取り込まれたために、1997年（平成9年）時点で道路の下になっていた。

## 隣の駅
遠州鉄道
奥山線
谷駅 - 祝田駅 - 金指駅